# Laberinto (álbum de Kudai)
Laberinto es el cuarto álbum del grupo chileno Kudai editado por Sony Music y lanzado el 15 de marzo de 2019. Tuvo la participación de varios compositores y productores, entre ellos, compositores históricos del grupo como Gustavo Pinochet y José Miguel Alfaro, también participaron Alejandro Sergi de Miranda!, Sebastián Schon y como productor general del disco Gerardo López. Este disco marcó el regreso de Kudai a los escenarios después de 10 años de ausencia y también, es el primero que cuenta nuevamente con la participación de Nicole Natalino como miembro del grupo, quién dejó la banda en 2006.

## Promoción
El 4 de mayo de 2018 se estrenó el primer sencillo de este cuarto disco, titulado «Piensa», el cual llegó a los primeros lugares en los rankings de las radios chilenas. El 17 de agosto se estrenó su segundo sencillo llamado «Lluvia de fuego» e iniciando paralelamente una nueva gira bajo el nombre de Lluvia de Fuego Tour. El 23 de noviembre lanzaron su tercer sencillo «Dime cómo fue».

## Lista de canciones
| N.º   | Título                | Escritor(es)                                                                   | Productor(es)                          | Duración |  |
| 1.    | «Lluvia de fuego»     | Gustavo Pinochet · José Miguel Alfaro                                          | Gerardo López                          | 2:55     |  |
| 2.    | «Piensa»              | López · Alejandro Sergi · Sebastián Schon                                      | López                                  | 3:17     |  |
| 3.    | «Quédate otra mañana» | Chris Jeday · Claudia Brant                                                    | López                                  | 3:26     |  |
| 4.    | «Desconéctalo»        | Pinochet · López · Schon                                                       | López                                  | 3:26     |  |
| 5.    | «Dime cómo fue»       | Pinochet · Cristóbal Müller                                                    | López · Gustavo Pinochet · Damián Nava | 3:40     |  |
| 6.    | «Bajo las luces»      | López · Schon · Diego Ramírez · Miguel Osorio · Sergio Carrizo · Felipe Guerra | López                                  | 2:56     |  |
| 7.    | «Vivir sin ti»        | Axel Witteveen                                                                 | López                                  | 2:48     |  |
| 8.    | «Laberinto»           | Pinochet · López · Schon · Gonzalo Moreno Charpentier                          | López                                  | 3:14     |  |
| 9.    | «Fulgor»              | Pinochet · Alfaro                                                              | López                                  | 2:48     |  |
| 10.   | «Mañana»              | Pinochet · López · Schon · Moreno                                              | López                                  | 3:11     |  |
| 11.   | «Un millón de años»   | Vanesa Colauitta                                                               | López                                  | 2:50     |  |
| 34:31 |                       |                                                                                |                                        |          |  |